# Mandolossa
Mandolossa (La Mandolòsa in dialetto bresciano) è una frazione in provincia di Brescia. È suddivisa nei territori di tre comuni: Brescia, quartiere della Badia, Gussago e Roncadelle, di quest'ultimo è l'unica località.
Sono presenti in modo misto abitazioni e capannoni industriali.

## Geografia fisica
La località è pianeggiante, ubicata a circa 4 km a ovest da Brescia e a 135 m s.l.m., alla biforcazione fra la strada per Milano e quella per Iseo e Corna di Darfo. Dalla congiunzione del ramo sinistro del Gandovere con la roggia Canale (o La Canale) si forma il torrente omonimo.

## Origine del nome
Fappani (1991) riporta che il toponimo possa provenire dal nome dell'albero e del frutto del mandorlo o da un cognome. Riporta anche l'ipotesi alternativa che possa provenire dal nome di una taverna, detta della "Mandola".

## Storia
La località viene citata per la prima volta, come Mandolocia, in un ritmo del XII secolo, opera del monaco Bertario dedicata alle origini e allo sviluppo della congregazione vallombrosana. In esso, l'abbazia di san Giacomo era collocata fra il ponte sul Mella e la Mandolossa.
In un documento del 1256 è indicata una villa alla Mandolossa, mentre da atti del Quattrocento risulta che la taverna godeva di privilegi ed esenzioni, mentre il monastero era in decadenza.
Nel 1797, durante la Repubblica Bresciana, la Mandolossa fu inquadrata nelle chiusure a sera del Garza come luogo fuori di Porta San Giovanni.
Prima dell'unità d'Italia, alla Mandolossa vi furono due episodi risorgimentali: nel 1850, un maresciallo austriaco fu aggredito da un gruppo di ribelli, mentre nove anni dopo le autorità cittadine incontrarono Giuseppe Garibaldi, diretto in città.
Nel 1933 fu aperto il casello daziario, mentre nel secondo dopoguerra, su un terreno acquistato appositamente dalla Diocesi di Brescia, fu innalzato il prefabbricato metallico che funzionò come chiesa locale, dedicata alla Madonna alla Strada, fino alla fine del 2021.

## Infrastrutture e trasporti
La località è sita fra la Tangenziale Sud di Brescia, alla quale è collegata con uno svincolo, e la strada SS 11 "Padana Superiore". È inoltre vicina allo svincolo "Brescia Ovest" dell'Autostrada A4.
Il territorio è attraversato dalle ferrovie Brescia-Iseo-Edolo e Milano-Venezia. Sulla prima, nei pressi del passaggio a livello della strada per Roncadelle, è presente la stazione di Mandolossa.